# Самуель Софія Петрівна
Софія Петрівна Самуель (біл. Софія (Соф'я) Пятроўна Самуэль, рос. Софья Петровна Самуэль; нар. 20 лютого 1941, с. Єськовичі, Несвізький район, Мінська область) — білоруська історик, енциклопедистка. Член Спілки журналістів Білорусі, заслужений діяч культури Білорусі.
Закінчила Білоруський державний університет.
Лавреатка Державної премії Республіки Білорусь (1990) за багатотомник «Збор помнікаў гісторыі і культуры Беларусі».
Заступниця головного редактора видавництва «Білоруська енциклопедія ім. П. Бровки». З 2021 року — завідувач головної редакції Центру енциклопедичних видань Національної академії наук Білорусі. Основний проєкт Центру — онлайнова «Білоруська енциклопедія» (belarusenc.by).